# Bahnstrecke Lindau–Bludenz
| |                                                                                         | | |
| Streckennummer (DB): | 5420                                                                                    | | |
| Streckennummer (ÖBB): | 101 05 (durchgehend bis Innsbruck Hbf)                                                  | | |
| Kursbuchstrecke (DB): | 970 971 (Lindau-Insel–Lindau-Reutin) ex 406 (1955) 301b (Lindau Hbf – Lindau-Zech 1946) | | |
| Kursbuchstrecke (ÖBB): | 401 407 (1944)                                                                          | | |
| Streckenlänge: | 67,746 km                                                                               | | |
| Spurweite: | 1435 mm (Normalspur)                                                                    | | |
| Netzkategorie: | A                                                                                       | | |
| Stromsystem: | 15 kV 16,7 Hz ~                                                                         | | |
| Maximale Neigung: | 14 ‰                                                                                    | | |
| Minimaler Radius: | 321 m                                                                                   | | |
| Streckengeschwindigkeit: | 160 km/h                                                                                | | |
| Zugbeeinflussung: | PZB                                                                                     | | |
| Zweigleisigkeit: | Lindau-Insel–Lochau-Hörbranz Bregenz Hafen–Bludenz                                      | | |
| |                                                                                         | | |
| \| \| 0,000 \| Lindau-Insel \| 398 m \| \| \| \| Lindauer Bodenseedamm \| \| \| \| \| nach Buchloe \| \| \| \| 1,660 \| Langenweg (bis 31. Dezember 1959) \| Langenweg (bis 31. Dezember 1959) \| \| \| \| von Lindau-Aeschach Abzw \| \| \| \| 2,460 \| Lindau-Reutin \| Lindau-Reutin \| \| \| \| Anschluss Dornier \| \| \| \| 3,80 \| Lindau-Strandbad (bis 31. Dezember 1959) \| Lindau-Strandbad (bis 31. Dezember 1959) \| \| \| 5,360 \| Lindau-Zech (bis 31. Dezember 1959) \| Lindau-Zech (bis 31. Dezember 1959) \| \| \| \| \| \| \| \| 5,941 \| Lindau-Reutin Grenze / Staatsgrenze nächst Lochau-Hörbranz Leiblach, Staatsgrenze D / A, Infrastrukturgrenze DB InfraGO / ÖBB Infra \| Lindau-Reutin Grenze / Staatsgrenze nächst Lochau-Hörbranz Leiblach, Staatsgrenze D / A, Infrastrukturgrenze DB InfraGO / ÖBB Infra \| \| \| \| \| \| \| \| 5,988 \| Unterhochsteg (bis 15. Mai 1939) \| Unterhochsteg (bis 15. Mai 1939) \| \| \| 6,716 \| Lochau-Hörbranz \| Lochau-Hörbranz \| \| \| 7,261 \| Haggen (bis 6. Oktober 1940) \| Haggen (bis 6. Oktober 1940) \| \| \| 7,70 \| Langer Stein (bis 15. Februar 1943) \| Langer Stein (bis 15. Februar 1943) \| \| \| 9,150 \| Tannenbach (bis 24. November 1971) \| Tannenbach (bis 24. November 1971) \| \| \| 9,600 \| Bregenz Hafen \| Bregenz Hafen \| \| \| 10,113 \| Bregenz (bis 15. September 1989) \| 398 m ü. A. \| \| \| 10,405 \| Bregenz (seit 15. September 1989) \| 398 m ü. A. \| \| \| \| Verbindungsgleis zur ehemaligen Bregenzerwaldbahn \| \| \| \| 12,390 \| Riedenburg (seit 195x) \| Riedenburg (seit 195x) \| \| \| 12,70 \| Riedenburg (bis 195x) \| Riedenburg (bis 195x) \| \| \| 13,202 \| Lauterach Nord \| Lauterach Nord \| \| \| \| nach St. Margrethen \| \| \| \| \| Strecke 304 11 von Lauterach West \| \| \| \| 14,196 \| Lauterach \| Lauterach \| \| \| 16,980 \| Wolfurt \| Wolfurt \| \| \| 18,620 \| Schwarzach in Vorarlberg \| Schwarzach in Vorarlberg \| \| \| 20,248 \| Haselstauden \| Haselstauden \| \| \| 22,233 \| Dornbirn \| 429 m ü. A. \| \| \| 23,320 \| Dornbirn-Schoren \| Dornbirn-Schoren \| \| \| \| ehem. Straßenbahn Dornbirn–Lustenau \| \| \| \| 25,138 \| Hatlerdorf \| Hatlerdorf \| \| \| 25,827 \| Awanst Rhomberg Steinbruch \| Awanst Rhomberg Steinbruch \| \| \| 30,121 \| Hohenems \| 421 m ü. A. \| \| \| 32,214 \| Altach \| Altach \| \| \| 32,368 \| Awanst Loacker Recycling \| Awanst Loacker Recycling \| \| \| 34,760 \| Götzis \| 426 m ü. A. \| \| \| \| Anschluss Ziegelei Mettler \| \| \| \| \| \| \| \| \| \| Sattelbergtunnel (81 m) \| \| \| \| 37,80 \| Klaus in Vorarlberg (bis 1985) \| Klaus in Vorarlberg (bis 1985) \| \| \| \| \| \| \| \| 38,145 \| Klaus in Vorarlberg (ab 1985) \| Klaus in Vorarlberg (ab 1985) \| \| \| 38,490 \| Awanst Iglo \| Awanst Iglo \| \| \| \| \| \| \| \| 39,998 \| Sulz-Röthis \| Sulz-Röthis \| \| \| \| Frutz \| \| \| \| \| \| \| \| \| 42,518 \| Rankweil \| 463 m ü. A. \| \| \| 44,50 \| Feldkirch-Amberg (bis 1979) \| Feldkirch-Amberg (bis 1979) \| \| \| \| nach Buchs (1940–1945) \| \| \| \| 44,855 \| Feldkirch-Amberg (seit 1979) \| Feldkirch-Amberg (seit 1979) \| \| \| \| von Buchs \| \| \| \| 46,912 \| Feldkirch \| 457 m ü. A. \| \| \| \| \| \| \| \| \| Schattenburgtunnel (138 bzw. 909 m) \| \| \| \| \| \| \| \| \| 51,387 \| Frastanz \| 472 m ü. A. \| \| \| 56,198 \| Schlins-Beschling \| Schlins-Beschling \| \| \| 56,984 \| Üst Ludesch 1 \| Üst Ludesch 1 \| \| \| 57,739 \| Nenzing \| 507 m ü. A. \| \| \| 58,849 \| Awanst Hydro Aluminium \| Awanst Hydro Aluminium \| \| \| 63,327 \| Ludesch \| 535 m ü. A. \| \| \| 65,224 \| Nüziders (ehemals Bahnhof) \| Nüziders (ehemals Bahnhof) \| \| \| 67,746 \| Bludenz \| 558 m ü. A. \| \| \| \| nach Schruns \| \| \| \| \| nach Innsbruck \| \| |                                                                                         | | |
| Kopfbahnhof Streckenanfang | 0,000                                                                                   | Lindau-Insel | 398 m |
| |                                                                                         | Lindauer Bodenseedamm | |
| Abzweig geradeaus und nach links |                                                                                         | nach Buchloe | nach Buchloe |
| ehemaliger Haltepunkt / Haltestelle | 1,660                                                                                   | Langenweg (bis 31. Dezember 1959)                                                                                                   | Langenweg (bis 31. Dezember 1959)                                                                                                   |
| Abzweig geradeaus und von links |                                                                                         | von Lindau-Aeschach Abzw | von Lindau-Aeschach Abzw |
| Bahnhof | 2,460                                                                                   | Lindau-Reutin | Lindau-Reutin |
| Abzweig geradeaus und ehemals nach links |                                                                                         | Anschluss Dornier | Anschluss Dornier |
| ehemaliger Haltepunkt / Haltestelle | 3,80                                                                                    | Lindau-Strandbad (bis 31. Dezember 1959)                                                                                            | Lindau-Strandbad (bis 31. Dezember 1959)                                                                                            |
| ehemaliger Haltepunkt / Haltestelle | 5,360                                                                                   | Lindau-Zech (bis 31. Dezember 1959)                                                                                                 | Lindau-Zech (bis 31. Dezember 1959)                                                                                                 |
| |                                                                                         | | |
| Grenze auf Brücke über Wasserlauf | 5,941                                                                                   | Lindau-Reutin Grenze / Staatsgrenze nächst Lochau-Hörbranz Leiblach, Staatsgrenze D / A, Infrastrukturgrenze DB InfraGO / ÖBB Infra | Lindau-Reutin Grenze / Staatsgrenze nächst Lochau-Hörbranz Leiblach, Staatsgrenze D / A, Infrastrukturgrenze DB InfraGO / ÖBB Infra |
| |                                                                                         | | |
| ehemaliger Haltepunkt / Haltestelle | 5,988                                                                                   | Unterhochsteg (bis 15. Mai 1939) | Unterhochsteg (bis 15. Mai 1939) |
| Bahnhof | 6,716                                                                                   | Lochau-Hörbranz | Lochau-Hörbranz |
| ehemaliger Haltepunkt / Haltestelle | 7,261                                                                                   | Haggen (bis 6. Oktober 1940) | Haggen (bis 6. Oktober 1940) |
| ehemaliger Haltepunkt / Haltestelle | 7,70                                                                                    | Langer Stein (bis 15. Februar 1943)                                                                                                 | Langer Stein (bis 15. Februar 1943)                                                                                                 |
| ehemaliger Haltepunkt / Haltestelle | 9,150                                                                                   | Tannenbach (bis 24. November 1971)                                                                                                  | Tannenbach (bis 24. November 1971)                                                                                                  |
| Haltepunkt / Haltestelle | 9,600                                                                                   | Bregenz Hafen | Bregenz Hafen |
| ehemaliger Bahnhof | 10,113                                                                                  | Bregenz (bis 15. September 1989) | 398 m ü. A. |
| Bahnhof | 10,405                                                                                  | Bregenz (seit 15. September 1989)                                                                                                   | 398 m ü. A. |
| Abzweig geradeaus und ehemals nach links |                                                                                         | Verbindungsgleis zur ehemaligen Bregenzerwaldbahn                                                                                   | Verbindungsgleis zur ehemaligen Bregenzerwaldbahn                                                                                   |
| Haltepunkt / Haltestelle | 12,390                                                                                  | Riedenburg (seit 195x) | Riedenburg (seit 195x) |
| ehemaliger Bahnhof | 12,70                                                                                   | Riedenburg (bis 195x) | Riedenburg (bis 195x) |
| Blockstelle | 13,202                                                                                  | Lauterach Nord | Lauterach Nord |
| Abzweig geradeaus und nach rechts |                                                                                         | nach St. Margrethen | nach St. Margrethen |
| Abzweig geradeaus und von rechts |                                                                                         | Strecke 304 11 von Lauterach West                                                                                                   | Strecke 304 11 von Lauterach West                                                                                                   |
| Bahnhof | 14,196                                                                                  | Lauterach | Lauterach |
| Bahnhof | 16,980                                                                                  | Wolfurt | Wolfurt |
| Haltepunkt / Haltestelle | 18,620                                                                                  | Schwarzach in Vorarlberg | Schwarzach in Vorarlberg |
| Haltepunkt / Haltestelle | 20,248                                                                                  | Haselstauden | Haselstauden |
| Bahnhof | 22,233                                                                                  | Dornbirn | 429 m ü. A. |
| Haltepunkt / Haltestelle | 23,320                                                                                  | Dornbirn-Schoren | Dornbirn-Schoren |
| Kreuzung mit U-Bahn geradeaus oben (Querstrecke außer Betrieb) |                                                                                         | ehem. Straßenbahn Dornbirn–Lustenau                                                                                                 | ehem. Straßenbahn Dornbirn–Lustenau                                                                                                 |
| Haltepunkt / Haltestelle | 25,138                                                                                  | Hatlerdorf | Hatlerdorf |
| Abzweig geradeaus und nach links | 25,827                                                                                  | Awanst Rhomberg Steinbruch | Awanst Rhomberg Steinbruch |
| Bahnhof | 30,121                                                                                  | Hohenems | 421 m ü. A. |
| Haltepunkt / Haltestelle | 32,214                                                                                  | Altach | Altach |
| Abzweig geradeaus und nach links | 32,368                                                                                  | Awanst Loacker Recycling | Awanst Loacker Recycling |
| Bahnhof | 34,760                                                                                  | Götzis | 426 m ü. A. |
| Abzweig geradeaus und ehemals nach rechts |                                                                                         | Anschluss Ziegelei Mettler | Anschluss Ziegelei Mettler |
| Verschwenkung von links (Strecke außer Betrieb) · Verschwenkung von rechts |                                                                                         | | |
| Strecke (außer Betrieb) · Tunnel |                                                                                         | Sattelbergtunnel (81 m) | Sattelbergtunnel (81 m) |
| Haltepunkt / Haltestelle (Strecke außer Betrieb) · Strecke | 37,80                                                                                   | Klaus in Vorarlberg (bis 1985) | Klaus in Vorarlberg (bis 1985) |
| Verschwenkung nach links (Strecke außer Betrieb) · Verschwenkung nach rechts |                                                                                         | | |
| Haltepunkt / Haltestelle | 38,145                                                                                  | Klaus in Vorarlberg (ab 1985) | Klaus in Vorarlberg (ab 1985) |
| Abzweig geradeaus und von rechts | 38,490                                                                                  | Awanst Iglo | Awanst Iglo |
| Verschwenkung von links · Verschwenkung von rechts (Strecke außer Betrieb) |                                                                                         | | |
| Haltepunkt / Haltestelle · Haltepunkt / Haltestelle (Strecke außer Betrieb) | 39,998                                                                                  | Sulz-Röthis | Sulz-Röthis |
| Brücke über Wasserlauf · Brücke über Wasserlauf (Strecke außer Betrieb) |                                                                                         | Frutz | Frutz |
| Verschwenkung nach links · Verschwenkung nach rechts (Strecke außer Betrieb) |                                                                                         | | |
| Bahnhof | 42,518                                                                                  | Rankweil | 463 m ü. A. |
| ehemaliger Haltepunkt / Haltestelle | 44,50                                                                                   | Feldkirch-Amberg (bis 1979) | Feldkirch-Amberg (bis 1979) |
| Abzweig geradeaus und ehemals nach rechts |                                                                                         | nach Buchs (1940–1945) | nach Buchs (1940–1945) |
| Haltepunkt / Haltestelle | 44,855                                                                                  | Feldkirch-Amberg (seit 1979) | Feldkirch-Amberg (seit 1979) |
| Abzweig geradeaus und von rechts |                                                                                         | von Buchs | von Buchs |
| Bahnhof | 46,912                                                                                  | Feldkirch | 457 m ü. A. |
| Verschwenkung von links (Strecke außer Betrieb) · Verschwenkung von rechts |                                                                                         | | |
| Tunnel (Strecke außer Betrieb) · Tunnel |                                                                                         | Schattenburgtunnel (138 bzw. 909 m)                                                                                                 | Schattenburgtunnel (138 bzw. 909 m)                                                                                                 |
| Verschwenkung nach links (Strecke außer Betrieb) · Verschwenkung nach rechts |                                                                                         | | |
| Bahnhof | 51,387                                                                                  | Frastanz | 472 m ü. A. |
| Haltepunkt / Haltestelle | 56,198                                                                                  | Schlins-Beschling | Schlins-Beschling |
| Überleitstelle / Spurwechsel | 56,984                                                                                  | Üst Ludesch 1 | Üst Ludesch 1 |
| Haltepunkt / Haltestelle | 57,739                                                                                  | Nenzing | 507 m ü. A. |
| Abzweig geradeaus und von rechts | 58,849                                                                                  | Awanst Hydro Aluminium | Awanst Hydro Aluminium |
| Bahnhof | 63,327                                                                                  | Ludesch | 535 m ü. A. |
| Haltepunkt / Haltestelle | 65,224                                                                                  | Nüziders (ehemals Bahnhof) | Nüziders (ehemals Bahnhof) |
| Bahnhof | 67,746                                                                                  | Bludenz | 558 m ü. A. |
| Abzweig geradeaus und nach rechts |                                                                                         | nach Schruns | nach Schruns |
| Strecke |                                                                                         | nach Innsbruck | nach Innsbruck |

Koordinaten: 47° 13′ 12,2″ N, 9° 38′ 21,1″ O
Die Bahnstrecke Lindau–Bludenz führt von der an der deutsch-österreichischen Grenze liegenden Stadt Lindau (Bodensee) in Bayern über die Vorarlberger Landeshauptstadt Bregenz durch das Rheintal und den Walgau nach Bludenz, wo sie an die Arlbergbahn und die Montafonerbahn anschließt. Die durchgehend elektrifizierte Strecke gehört bis zur Grenze der Deutschen Bahn (DB) und im weiteren Verlauf den Österreichischen Bundesbahnen (ÖBB), gemeinsamer Grenzbahnhof ist seit Dezember 2020 der Bahnhof Lindau-Reutin. Erbaut wurde der österreichische Abschnitt von der privaten, k.k. privilegierten Vorarlberger Bahn (VB), welche die Strecke anfangs auch selbst betrieb.

## Geschichte

### Planungsphase
Bereits im Jahr 1847 erkannte der später als wichtigster Vertreter des Eisenbahnbaus in Vorarlberg bezeichnete Unternehmer Carl Ganahl die Bedeutung einer Bahnstrecke durch Vorarlberg. Zunächst stellten sich aber viele Probleme diesem Ansinnen entgegen, die größten davon natürlich gegebene. Eine Gebirgsbahn, wie sie zur Durchquerung des Arlbergs nötig war, war bislang in Österreich noch nicht gebaut worden und eine Streckenführung ohne Anschluss an die Tiroler Gebiete schien nutzlos. Zudem war Vorarlberg kein eigenständiges Kronland Österreich-Ungarns und verfügte damit auch über keine Repräsentanten in Wien.
Im Jahr 1854 wurde der Verkehr auf der bayrischen Ludwig-Süd-Nord-Bahn bis Lindau und 1857 auf den Schweizer Strecken von Rorschach nach Rheineck und von Rheineck nach Chur eröffnet. Auf österreichischer Seite erfolgte im Jahr 1859 der Anschluss Innsbrucks über Kufstein und Wörgl an das Eisenbahnnetz. Bereits 1856 reichte der nunmehrige Präsident der neu gegründeten Vorarlberger Handels- und Gewerbekammer, Carl Ganahl ein Gesuch um Bewilligung von Vorarbeiten ein. Daraufhin ließ er nur zwei Jahre darauf ein erstes Detailprojekt ausarbeiten, welches er aus eigener Tasche bezahlte.
Im selben Jahr noch stellte er ein definitives Konzessionsansuchen an das k.u.k. Handelsministerium. Dort wurde das Ansuchen vorläufig zurückgestellt, da zunächst Rücksprache mit den Anrainerstaaten gehalten werden musste. Diese konnten erst 1865 mit der Unterzeichnung eines Staatsvertrags abgeschlossen werden.
Zuvor hatte das Handelsministerium im Jahr 1864 ein Eisenbahnbauprogramm vorgelegt, das erstmals auch den Bau einer Strecke von Innsbruck nach Dornbirn vorsah. Im März 1867 konnte ein erstes Konzept von Vorarlberger Seite vorgelegt werden, das auch den Bau eines Tunnels zwischen St. Anton und Langen vorsah. Der Reichsrat behandelte das Ansuchen zwar bereits im Jahr 1867, beschlossen wurde der Bau allerdings erst am 1. Mai 1869.
Der Staatsvertrag von 1865 kam jedoch nicht in Vollzug, weshalb am 27. August 1870 ein neuer Staatsvertrag über den Bau abgeschlossen wurde.

### Umsetzung und Bau
Nachdem sich Carl Ganahl unter zwei weiteren Mitbewerbern um den Bahnbau durchsetzen konnte, begannen die Bauarbeiten für den Bau der ersten Bahnstrecke Vorarlbergs im Oktober des Jahres 1870. Der Großteil der Bauarbeiten wurde im Jahr 1871 durchgeführt, wobei immer nur Teilabschnitte gebaut werden konnten und teilweise aufgrund von Einwänden erhebliche Zeitverluste in Kauf genommen werden mussten.
Der erste Festzug der Vorarlberger Bahn befuhr die Strecke Bludenz–Lochau am 30. Juni 1872 mit einer Dampflokomotive, die auf den Namen „Bregenz“ getauft worden war. Schließlich konnte sie am 1. Juli 1872 dem öffentlichen Verkehr übergeben werden. Die Verlängerung von Lochau nach Lindau ging allerdings erst am 14. Oktober 1872 in Betrieb. Auf dem bayrischen Abschnitt wurde die Strecke dabei vom bayerischen Staat erbaut und an die Vorarlberger Bahn verpachtet. Der gemeinsam mit der Bahnstrecke Buchloe–Lindau benutzte Lindauer Bodenseedamm war für die neue Strecke nach Österreich bereits 1866 von einem auf zwei Gleise erweitert worden. Im Jahr 1884 konnte sie in Bludenz infolge der Eröffnung der Arlbergbahn an das restliche österreichische Bahnnetz angeschlossen werden, bevor 1885 die Verstaatlichung erfolgte.

### Entwicklung der Strecke im 20. Jahrhundert

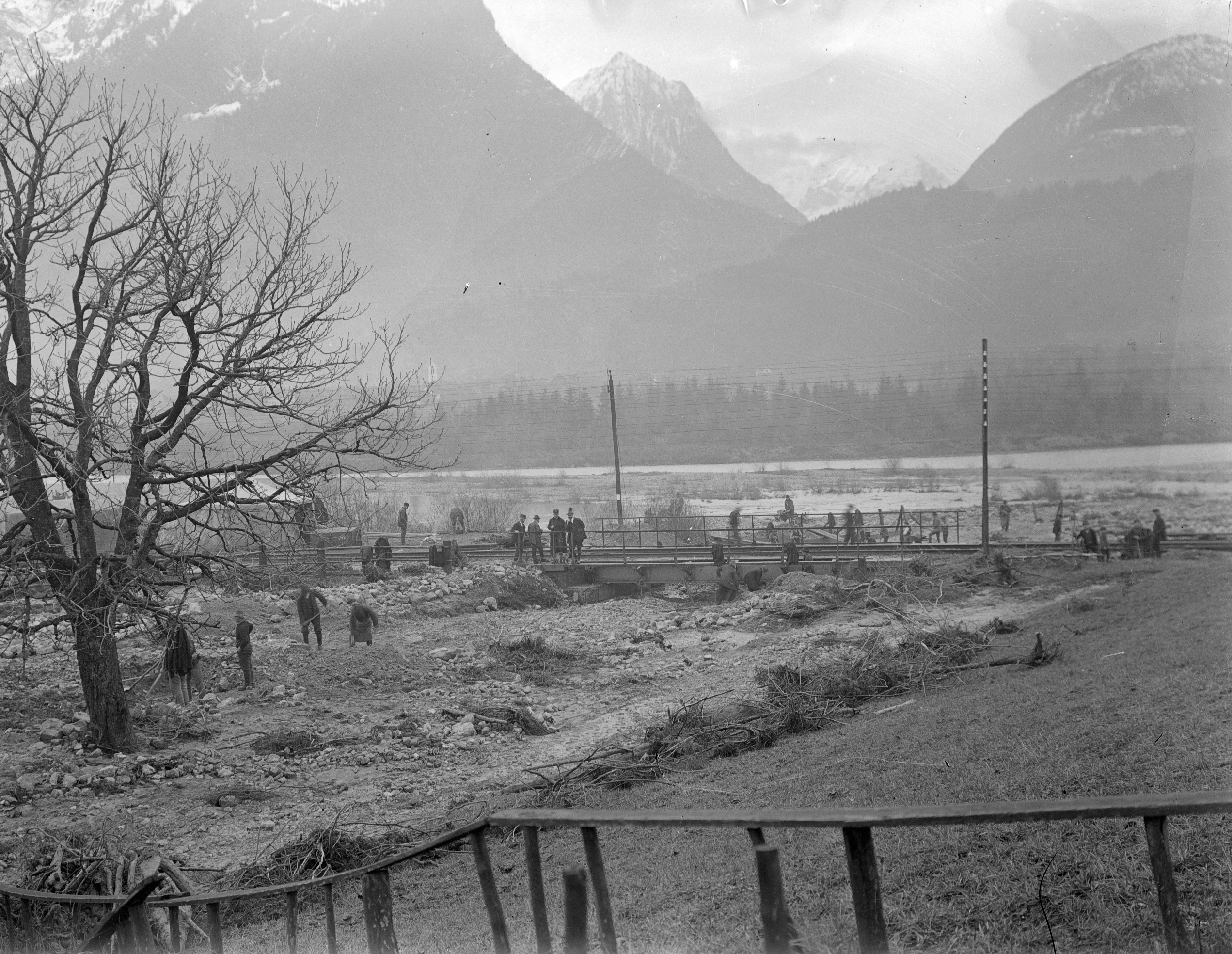
Murenabgang aus dem Galgentobel bei Bludenz im Dezember 1918

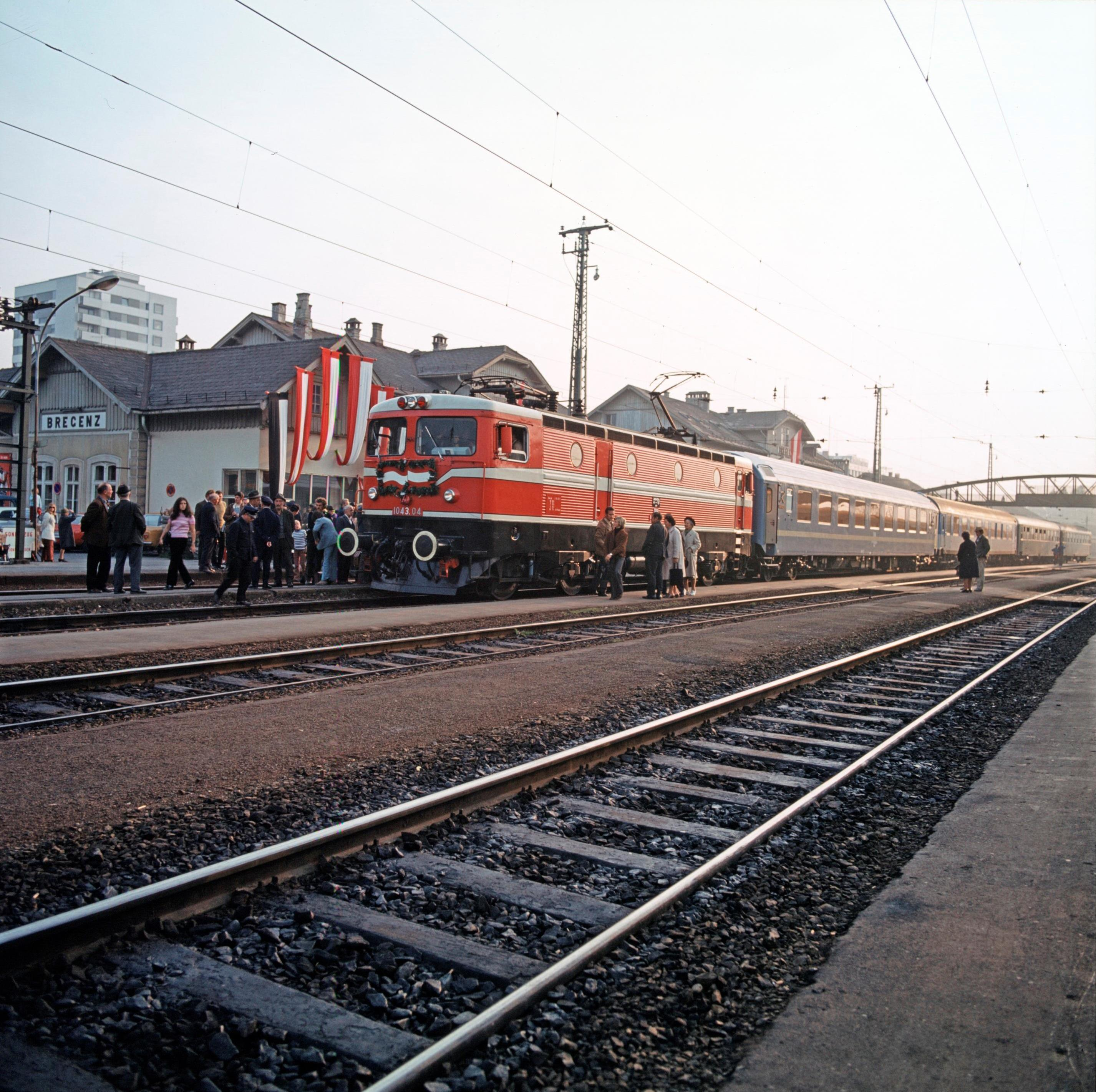
Jubiläumszug „100 Jahre Vorarlberger Bahn“ am 13. Oktober 1972 im Bahnhof Bregenz, direkt hinter der Lokomotive der sogenannte K-Wagen

Nachdem bereits mehrmals große Mengen Geschiebe aus dem Galgentobel in die Ill gelangten und diese aufstauten oder abdrängten, stieß eine Mure im Dezember 1918 bis an die Bahnstrecke und die Ill vor.
Mit fast ein Jahrhundert lang andauernden, umfangreichen Verbauungsmaßnahmen in teils schwierigstem Gelände, die 2012 abgeschlossen wurden, konnte die Murengefahr aus dem Tobel deutlich reduziert werden.
Nachdem die Arlbergbahn im Mai 1925 durchgehend bis Bludenz elektrifiziert worden war, wurde der elektrische Betrieb am 6. August 1926 im Abschnitt Bludenz–Feldkirch und am 15. Februar 1927 im Abschnitt Feldkirch–Bregenz aufgenommen.
In der ersten österreichischen Republik gehörte die Strecke in den Zuständigkeitsbereich der Bundesbahndirektion Innsbruck. Nach dem Anschluss Österreichs 1938 firmierte diese kurzfristig als Reichsbahndirektion Innsbruck, bevor sie bereits zum 14. Juli 1938 aufgelöst wurde. Die Strecke wurde der Reichsbahndirektion Augsburg unterstellt.
1940 baute die Deutsche Reichsbahn eine auf Höhe der damaligen Haltestelle Feldkirch-Amberg abzweigende Verbindungskurve, um von Norden ohne Fahrtrichtungswechsel im Bahnhof Feldkirch auf die Strecke nach Buchs zu gelangen. Diese wurde beim Bahnhof Altenstadt erreicht.
Mit dem Ende des Zweiten Weltkrieges legte man diese Verbindungskurve still und demontierte sie in den 1950er Jahren.
Unmittelbar nach der Neuerrichtung der Republik Österreich wurden die ÖBB neu gegründet; bereits am 20. Juli 1945 nahm die Generaldirektion der österreichischen Staatseisenbahnen den Betrieb wieder auf. Auch die Direktionsstruktur aus der Zeit vor 1938 wurde wieder eingerichtet, so auch die Bundesbahndirektion Innsbruck.
Auf deutscher Seite gab es zwischen Lindau Hauptbahnhof und der Staatsgrenze die vier weiteren Stationen Langenweg, Lindau-Reutin, Lindau-Strandbad und Lindau-Zech. Letztere war damals der Grenzbahnhof. Diese Zugangsstellen wurden, abgesehen vom Lindauer Hauptbahnhof und dem Güterbahnhof Lindau-Reutin, in den 1950er Jahren aufgehoben und anschließend durch Bahnbusse der Deutschen Bundesbahn bedient.
Am 1. Dezember 1954 wurde der elektrische Betrieb zwischen Bregenz und Lindau Hauptbahnhof aufgenommen. Das Teilstück in Deutschland stellt dabei insofern eine Besonderheit dar, als die Oberleitung von der ÖBB-Werkstätte in Bludenz aufgrund deutscher Vorschriften erstellt wurde. Da zudem bis zur Elektrifizierung der Strecke Geltendorf–Lindau im Jahr 2020 kein Anschluss an das deutsche Bahnstromnetz bestand, wurde dieses Teilstück bis dahin von Österreich aus mit Strom versorgt.

#### Zweigleisiger Ausbau
Der zweigleisige Ausbau zwischen Lindau Hauptbahnhof und Lindau-Reutin erfolgte schon 1899. Bis 1957 erreichte das zweite Gleis die Leiblach, die dort die Staatsgrenze zu Österreich bildet, und den Bahnhof Lochau-Hörbranz. Die Teilstrecke zwischen Lochau-Hörbranz und der betrieblich zum Bahnhof Bregenz gehörenden Haltestelle Bregenz Hafen entlang einer Öl-Pipeline ist hingegen weiterhin nur eingleisig. Im weiteren Verlauf erfolgte der zweigleisige Ausbau wie folgt:
- 21. Dezember 1959: Bregenz–Lauterach
- 10. Dezember 1973: Rankweil–Feldkirch
- 8. April 1977: Lauterach–Schwarzach in Vorarlberg
- 2. Dezember 1980: Schwarzach in Vorarlberg–Dornbirn
- 3. Juni 1984: Dornbirn–Hohenems
- 30. Mai 1985: Hohenems–Götzis
- 22. November 1985: Götzis–Rankweil
- 13. Dezember 1990: Frastanz–Nenzing
- 25. Mai 1992: Feldkirch–Frastanz
- 28. Mai 1995: Nenzing–Bludenz

#### Weiteres

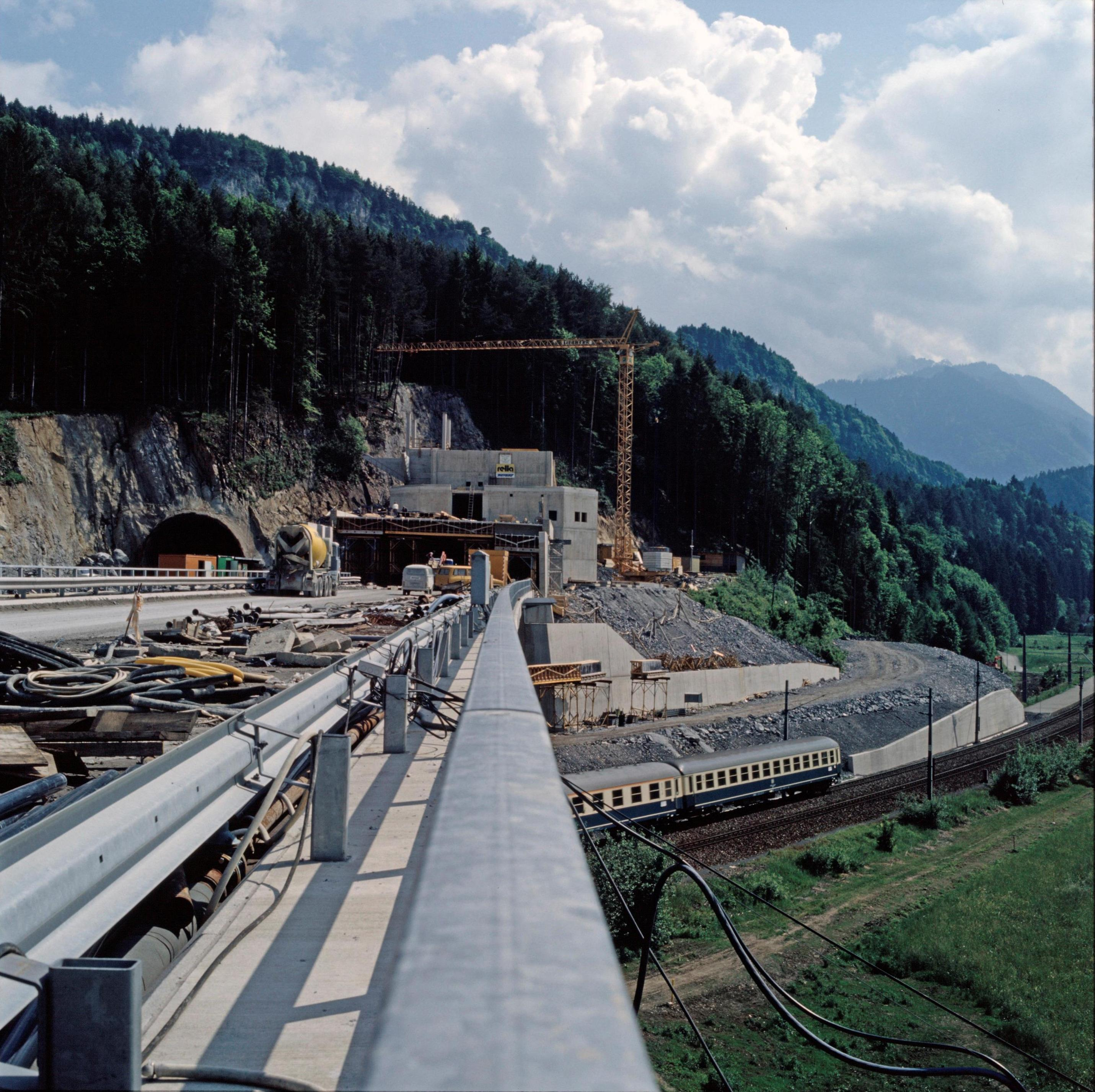
Bau des Ambergtunnels 1984, am rechten Bildrand die damals neugebaute Haltestelle Feldkirch-Amberg

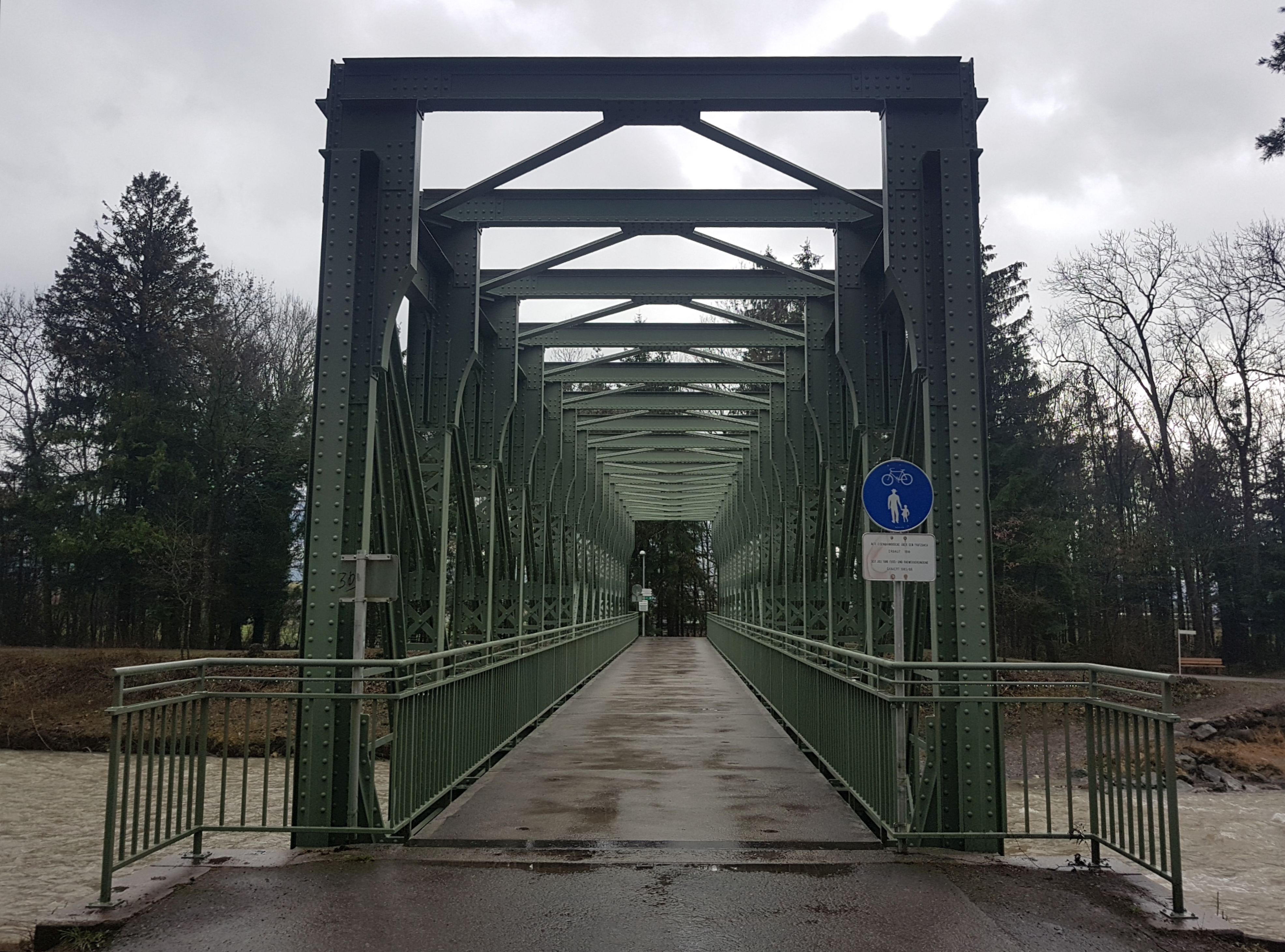
Die 1985 aufgrund des zweigleisigen Ausbaus aufgelassene alte Brücke über die Frutz

Unmittelbar vor dem Galgentobelbach und dem Bahnhof Bludenz entstand bahnrechts ein kleines Containerterminal mit zwei Ladegleisen einer 1977 gegründeten Firma, die im Auftrag der ÖBB arbeitet und auf den Transport und Umschlag von Flüssigkeiten und Staubgut in Containern spezialisiert ist.
Im Zuge des zweigleisigen Ausbaus sowie dem Bau der Rheintal/Walgau Autobahn verlegte man die Haltestelle Feldkirch-Amberg 1979 um circa 500 Meter in Richtung Feldkirch. Bis dahin befand sie sich etwa 100 Meter nordöstlich der heutigen Autobahnbrücke.
Beim zweigleisigen Ausbau zwischen Bahnhof Götzis und Bahnhof Rankweil verlegte man die Strecke im Bereich der Haltestelle Sulz-Röthis zur Vergrößerung der Bogenradien um teils über 100 Meter nach Westen und baute hierfür eine neue Brücke über die Frutz. Ein Fuß- und Radweg führt nun über die 1918 für ein Gleis gebaute Brücke.
Der Taktverkehr zwischen Bregenz und Feldkirch konnte infolge des Ausbaus am 1. Juni 1986 eingeführt werden, seine Ausweitung bis Bludenz folgte 1991.
1982 wurde im Bereich des Bahnhofs Wolfurt das Terminal Wolfurt errichtet, welches seinerzeit der modernste Güterbahnhof Österreichs war und jetzt das größte Containerterminal Westösterreichs ist.
Von 1984 bis 1989 erfolgte ein großangelegter Umbau des Bahnhofs Bregenz, bei dem das alte Aufnahmegebäude von 1872 abgerissen und ein neues 292 m weiter westlich gebaut wurde. Diese Verlegung geschah unter anderem, um die Option, die Strecke nach Lindau vom Bodenseeufer entfernen und in einem Tunnel durch den Pfänder führen zu können, zu erhalten.
1991 wurde der eingleisige, aus den 1870er Jahren stammende Schattenburgtunnel südlich des Bahnhofs Feldkirch durch einen deutlich längeren, zweigleisigen abgelöst, womit auch ein Umbau des Bahnhofs einherging.

### Entwicklung der Strecke im 21. Jahrhundert
2014 stellten die ÖBB eine Güterzuganlage für mehrere Firmen mit hohen Transportaufkommen am Bahnhof Ludesch fertig. Züge und Waggons, die bis dahin im Güterbahnhof Bludenz manipuliert werden mussten, können nun vor Ort behandelt werden, wodurch der Güterbahnhof sowie die Strecke zwischen Ludesch und Bludenz entlastet werden.
Der Güterbahnhof Wolfurt wurde von 2015 bis 2018 umfassend erneuert und erweitert. Dabei wurden seine Fläche von 75.000 auf 106.000 Quadratmeter vergrößert, zwei neue Portalkräne in Betrieb genommen und damit die Zahl der Containergleise, bei denen Züge direkt von der Strecke einfahren und dort be- und entladen werden können, auf vier erhöht. Die Kapazität des Containerterminals hat sich dadurch verdoppelt, die Stapelfläche für ISO-Container wurde vervierfacht und die Anzahl der Containerstellplätze auf über 5200 erhöht. Der gesamte Umbau kostete knapp 61 Millionen Euro. Dennoch ist das Terminal gegen Ende des Jahres 2023 aufgrund der gestiegenen Nachfrage erneut nahe an seine Kapazitätsgrenze angelangt. Seine Kapazität soll in mehreren Ausbaustufen bis 2029 verdoppelt werden.
Unter dem Titel Rheintalkonzept wird die Modernisierung von insgesamt neun Bahnhöfen auf der Strecke zwischen Bregenz und Feldkirch zusammengefasst, wovon acht realisiert wurden. Den Anfang machten die Haltestelle Riedenburg, der Bahnhof Dornbirn, die Haltestelle Dornbirn-Schoren, die Haltestelle Hatlerdorf und der Bahnhof Feldkirch, die alle 2007 neueröffnet wurden. 2015 folgten die Haltestelle Lauterach, 2016 der Bahnhof Hohenems und 2018 der Bahnhof Rankweil. Das Rheintalkonzept umfasst auch die Schaffung barrierefreier Zugänge sowie einer einheitlichen Bahnsteighöhe von 550 mm an allen Stationen.
2019 wurde am Südostportal des jetzigen Schattenburgtunnels eine Weiche eingebaut, um ein Stück der an der Ill entlangführenden alten Trasse als Ladegleis zum Abtransport von etwa 100 000 LKW-Ladungen Ausbruchsmaterial des Stadttunnelprojekts zu nutzen.
Der zum neuen Lindauer Fernbahnhof ertüchtigte Bahnhof Lindau-Reutin ging zum Fahrplanwechsel im Dezember 2020 in Betrieb. Züge der Relation Zürich–München über St. Gallen–Bregenz–Lindau und Memmingen halten seither dort und werden über die Aeschacher Kurve auf dem Festland an der Zufahrt zum Bahnhof Lindau-Insel (dem bisherigen Hauptbahnhof) über den Bahndamm vorbeigeleitet. Im Rahmen dieser umfangreichen Arbeiten wurden mehrere Bahnübergänge im Stadtgebiet Lindau umgebaut, durch Unter- bzw. Überführungen ersetzt oder ersatzlos beseitigt, die Oberleitung erneuert und bislang nicht elektrifizierte Gleise nachgerüstet sowie der Bodenseedamm saniert. Weiterhin errichtete die Deutsche Bahn beim Kilometer 201,2 der Relation München–Memmingen–Lindau eine Kuppelstelle, um das – seit 2020 bis Lindau reichende – deutsche Bahnstromnetz vom österreichischen trennen zu können.
Eine Modernisierung des Bahnhofs Altach wurde im August 2021 fertiggestellt. Der eineinhalb Jahre dauernde Umbau umfasste auch den Vorplatz, die Bushaltestelle und eine Bike+Ride-Anlage.

## Laufende Projekte und weitere Planungen

### Bahnhof Bregenz und Seequartier
Der Bahnhof Bregenz mitsamt seinem südwestlich gelegenen Umfeld, dem „Seequartier“, sollte ursprünglich ab 2021 großzügig um- und neu gebaut werden. Unter anderem waren ein neues Aufnahmsgebäude und eine neue Fußgängerunterführung, sowie einige Neubauten im Nahbereich des Bahnhofs vorgesehen. Allerdings wurde der Umbau unter anderem aufgrund von Diskussionen über die unterirdische oder ebenerdige zukünftige Trassenführung der Bahnstrecke zwischen Wolfurt und Lochau-Hörbranz verzögert. Im Februar 2024 wurde beschlossen, den Bahnhof am bisherigen Standort zu bauen.

### Ausbau des Abschnitts Wolfurt–Bregenz–Lochau-Hörbranz
Plänen, die die Stadt Bregenz vom Bodenseeufer trennende Strecke zwischen dem Bahnhöfen Bregenz und Lochau-Hörbranz unterirdisch zu führen und auszubauen, wurde im August 2020 aus dem Verkehrsministerium sowie von den ÖBB selbst eine Absage erteilt. Dennoch gab es auch 2022/23 weitere intensive Diskussionen über eine oberirdische Streckenführung oder eine Unterflurtrasse im Abschnitt Wolfurt–Bregenz–Lochau-Hörbranz, sowie um einen ebenerdigen dreigleisigen Ausbau des stark ausgelasteten Abschnittes Wolfurt–Bregenz und der Legung eines zweiten Gleises zwischen Bregenz Hafen und Lochau-Hörbranz. Für die Errichtung einer unterirdischen Strecke in offener Bauweise müssten über 100 Gebäude abgerissen werden, gegenüber einer einstelligen Anzahl abzubrechender Objekte beim oberirdischen Ausbau der Bestandstrecke. Weitere technische Herausforderungen beim Bau einer Unterflurbahn bestehen durch die Querung der zahlreichen, vom Pfänder zum Bodensee fließenden Bäche sowie durch das Grundwasser. Auch aufgrund der voraussichtlich wesentlich längeren Bauzeit (geschätzt acht Jahre und Vollsperrung der Strecke über die gesamte Dauer der Bauarbeiten) für eine Tunnellösung hat der oberirdische Ausbau der Bestandsstrecke (angenommene Bauzeit drei Jahre mit gewissen Einschränkungen des laufenden Zugbetriebs) die deutlich besseren Realisierungschancen. Die etwa 9 km lange Unterflurtrasse würde, einen Baubeginn im Jahr 2026 vorausgesetzt, um 1,5 Milliarden Euro kosten. Die ÖBB erteilten einer Unterflurlösung 2022 erneut eine Absage. Hingegen sind die Bürgermeister der fünf Anliegergemeinden gegen einen ebenerdigen Ausbau auf drei bzw. zwei Gleise und wollen die Bahnstrecke aus dem Ortsbild bzw. vom Bodenseeufer verschwinden lassen. Die Entscheidung liege nun beim Land Vorarlberg.
Seit Jahrzehnten wird, um die eingleisige Strecke an der Pipeline sowie deren Anwohner zu entlasten bzw., um die Kapazität zu erhöhen, auch eine Bahntrasse durch den Pfänder diskutiert. Zuletzt bremste Wirtschafts-Landesrat Marco Tittler im Oktober 2024 Pläne für den Ausbau der Seeufer-Trasse zugunsten eines Bahntunnels ab Wolfurt durch den Pfänder.

### Weitere Modernisierungen
Die Modernisierung des Bahnhofs Götzis hätte ursprünglich als Teil des Rheintalkonzepts 2020 abgeschlossen sein sollen, tatsächlich wurde der Baubeginn aber unter wachsendem Protest der Gemeinde erst von 2019 auf 2023 dann auf 2025 und schließlich auf 2027 (Fertigstellung: 2033) verschoben.
Der Umbau des Bahnhofs Lochau-Hörbranz zu einer „modernen Mobilitätsdrehscheibe“ mit Busanbindung, reichlich Zweiradabstellplätzen und barrierefreien Zugängen geschah bis Oktober 2024. Seit April bzw. seit September 2024 wurden bzw. werden die Haltestellen Klaus und Wolfurt nach ähnlichem Muster modernisiert und attraktiviert. Weitere Modernisierungspläne betreffen die Stationen Bregenz Hafen (vorgesehene Fertigstellung 2032, diese Haltestelle ist die einzige Station an der Strecke, bei der die Längen von Bahnsteigen und Ausziehgleis mit Stand 2025 noch nicht den Desiro ML-Zügen angepasst sind), sowie die Bahnhöfe Nenzing (2025/26) und Frastanz (2026/27).
Die Stadt Lindau strebt den Bau eines neuen Haltepunktes „Lindau-Gewerbegebiet“ an. Die dort 1980 errichtete Fußgängerbrücke ist bereits so dimensioniert, dass sie nicht nur die Gleise, sondern auch zwei Bahnsteige überspannen kann. Lindau möchte weiterhin eine Wiedererrichtung der Ende 1959 aufgelassenen Station Lindau-Zech. Beiden Projekten werden aber aufgrund der eingeschränkten Kapazität des eingleisigen Abschnitts am österreichischen Bodenseeufer derzeit geringe Realisierungschancen eingeräumt.

## Verkehr

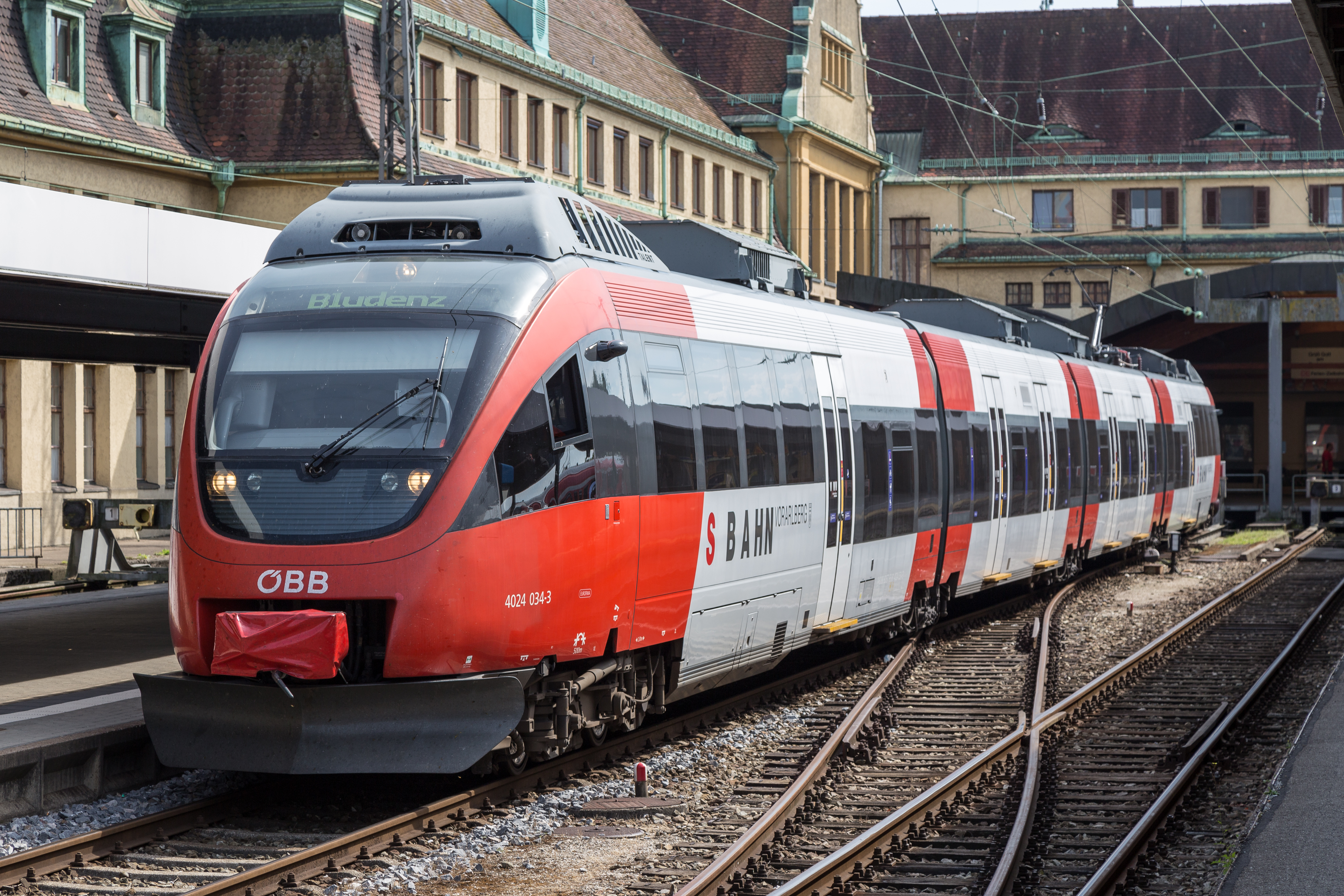
Zug der ÖBB-Reihe 4024 mit Ziel Bludenz in Lindau Hbf (2013)

Im Fernverkehr wird die Strecke von RJX-, RJ-, ICE, EC- und NJ-Zügen, im Nahverkehr von REX-Zügen sowie der Linie S1 der S-Bahn Vorarlberg bedient. Abschnittsweise benützen auch die Linien S3, S5 und S7 diese Strecke. Es gelten auf der Gesamtstrecke der Tarif des Verkehrsverbunds Vorarlberg (VVV) sowie der ÖBB-Tarif, Grenztarifpunkt zu Deutschland ist der Bahnhof Lindau-Reutin. Als Besonderheit sind die Österreichischen Bundesbahnen auch auf dem deutschen Abschnitt für die Fahrplangestaltung zuständig. Zur Abstimmung internationaler Verbindungen haben sich Deutschland, Österreich und die Schweiz geeinigt, dass Bregenz als Taktknoten zur vollen Stunde festgelegt wird.
In den 2010er Jahren wurden angesichts vieler „Disko-Unfälle“ die „Nachtschwärmerzüge“, in Nächten vor Samstagen / Sonntagen / Feiertagen durchgehend im Stundentakt zwischen Bregenz und Bludenz verkehrende Züge, eingeführt, um jungen Menschen eine Alternative zum Auto zu bieten.

## Umbenannte Betriebsstellen
Folgende Betriebsstellen der Strecke wechselten im Laufe der Jahre ihre Bezeichnung:
| heutige / letzte Bezeichnung | frühere Bezeichnungen                                  |
| ---------------------------- | ------------------------------------------------------ |
| Lindau-Insel                 | bis 2020 Lindau Hbf, bis 1936 Lindau Stadt             |
| Lindau-Reutin                | Lindau Ost, Lindau Lokalbahnhof, Lindau Rangierbahnhof |
| Lindau-Zech                  | 1936–194x Lindau-Siebertsdorf                          |
| Lochau-Hörbranz              | bis 1929 Lochau, Bregenz-Lochau                        |
| Bregenz                      | Bregenz Hbf                                            |
| Riedenburg                   | Riedenburg (Vorarlberg), Bregenz-Riedenburg            |
| Lauterach                    | Lautrach, Lauterach (Vorarlberg)                       |
| Schwarzach in Vorarlberg     | Schwarzach (Vorarlberg), Schwarzach-Wolfurt            |
| Altach                       | Altach-Bauern                                          |
| Klaus in Vorarlberg          | Klaus-Koblach                                          |
| Feldkirch Amberg             | Feldkirch-Amberg                                       |
| Feldkirch                    | Feldkirch (Vorarlberg)                                 |
| Schlins-Beschling            | Schlins                                                |
| Ludesch                      | Straßenhaus, Ludesch-Thüringen, Großwalsertal          |

## Streckenverlauf

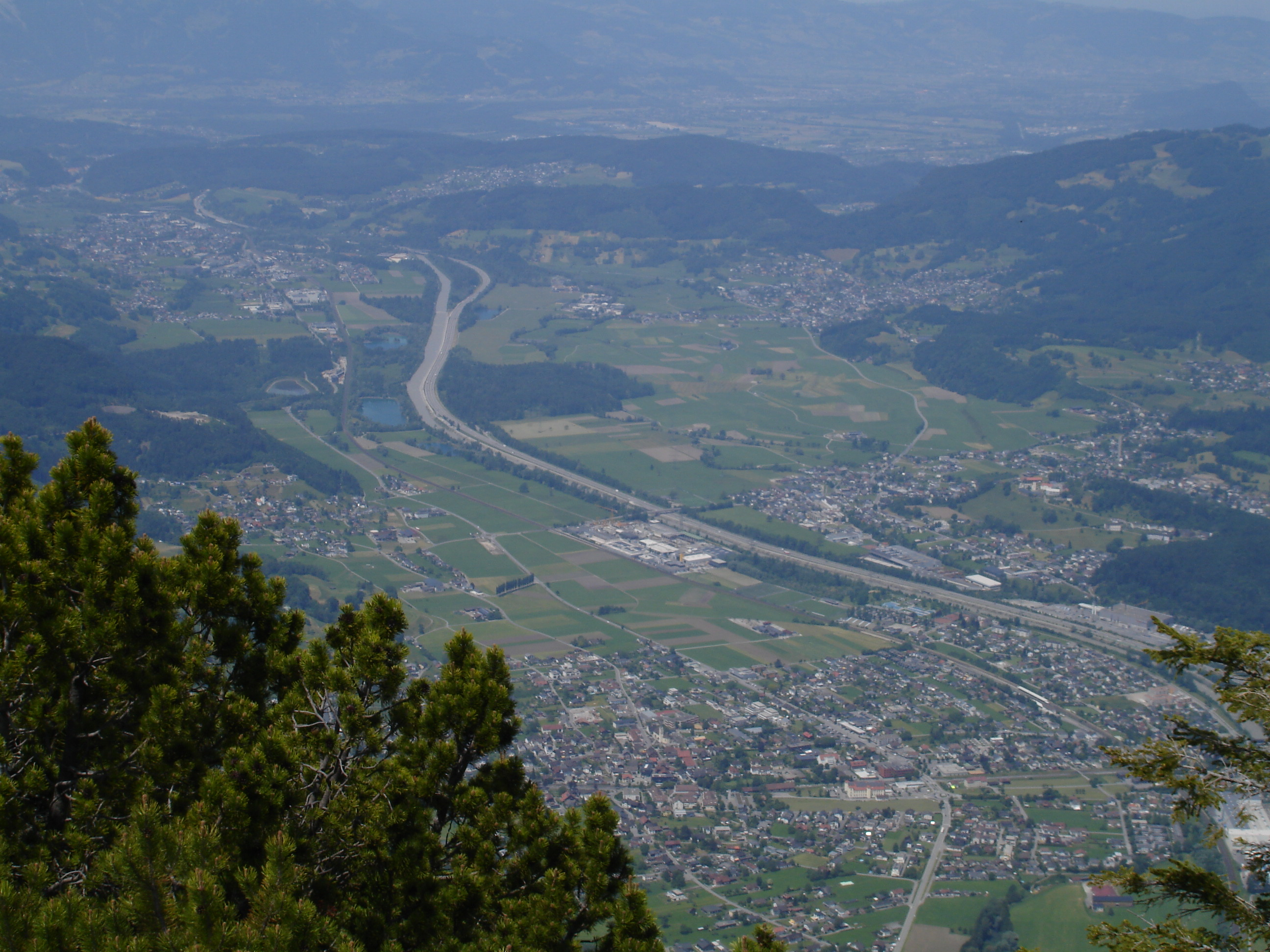
Blick vom Schwarzköpfle auf den Walgau mit Eisenbahn, Ill, Autobahn sowie Nenzing im Vordergrund.

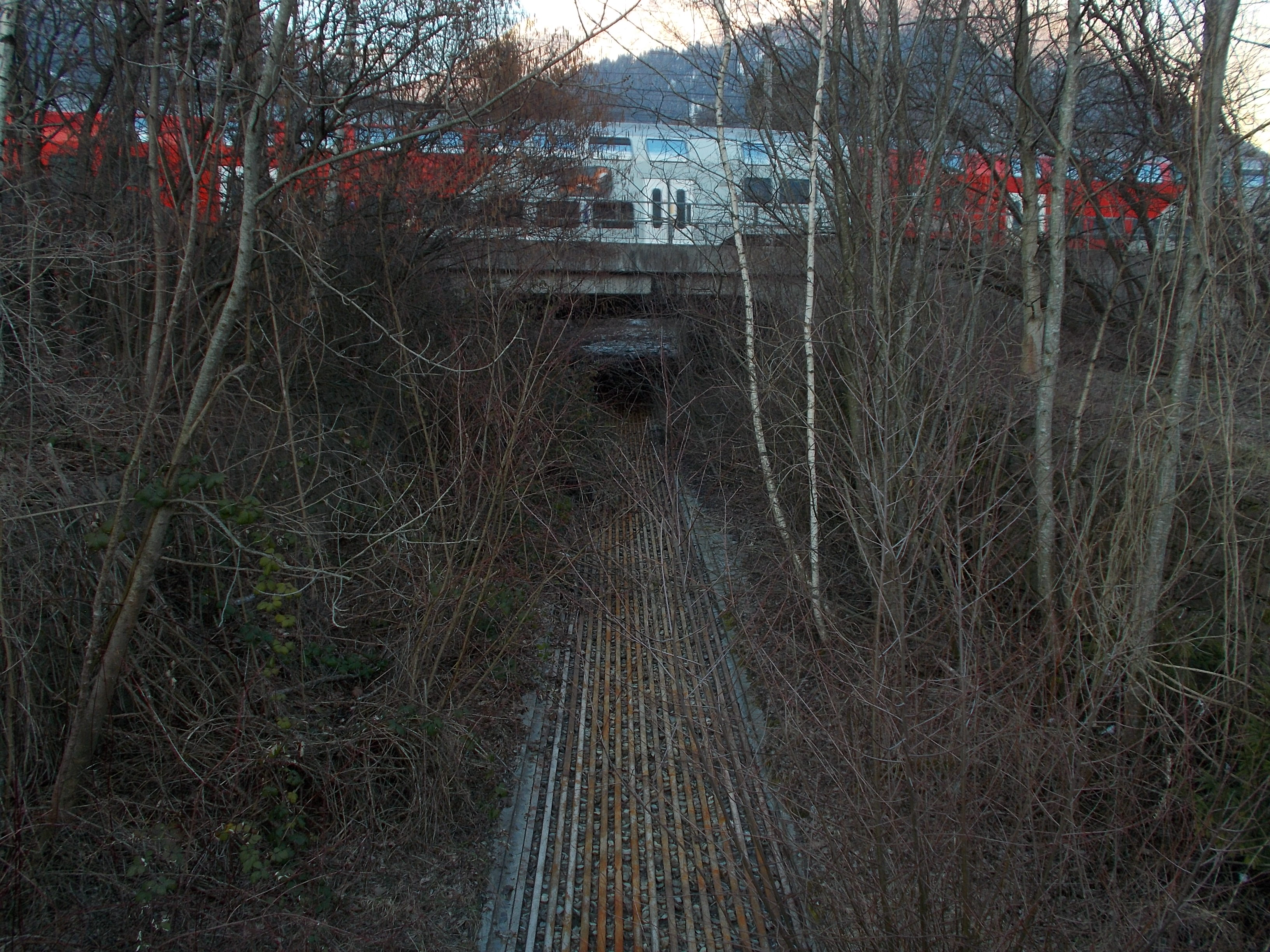
Der Durchlass für den Galgentobelbach. Die Schienen im Bachbett bewirken, dass Geröll leichter unter der Bahnstrecke hindurchrutscht, anstatt den Durchlass zu verklausen.

Geographisch hält sich die Streckenführung ohne besondere Trassierungsherausforderungen an das Bodenseebecken und die Talböden des Vorarlberger Rheintals sowie des Walgaus. Ausgehend vom Bahnhof Lindau-Insel in der Altstadt von Lindau, wendet sich die Bahnstrecke nach Passieren des Lindauer Bodenseedamms unmittelbar am Festland in einem Gleisdreieck, das die Verknüpfung mit der Bahnstrecke Buchloe–Lindau herstellt, ostwärts. Der Grenzbahnhof Lindau-Reutin wird passiert und stets in Ufernähe die Staatsgrenze zu Österreich nächst Hörbranz. Aufgrund des hier nah ans Ufer des Bodensees herantretenden Pfändermassivs erfolgt eine Bündelung der Vorarlberger Straße mit der Bahntrasse, wobei diese hier nunmehr bis Bregenz unmittelbar am Seeufer an der sog. „Pipeline“ entlang führt. Der flache Schwemmfächer der Bregenzer Ach wird unter Überbrückung des Flusses bei Riedenburg gequert, um geradlinig im weiten Unterland die heute dichtbesiedelten Gebiete am Fuße des Bregenzer Waldes zu erschließen. Dabei zweigt im Gleisdreieck von Lauterach die Bahnstrecke nach St. Margrethen Richtung Schweiz ab und bei Wolfurt wird der gleichnamige Güterbahnhof tangiert.
In weiten Bögen geht es über Schwarzach nach Dornbirn, wo die Trassierung den Schwemmkegel der Dornbirner Ach großzügig umrundet und nunmehr geradlinig über Hohenems nach Götzis gelangt. Den Inselbergen Sonderberg und Kummenberg wird ausgewichen, um ins „Vorderland“ und damit vorerst wieder an den Bergfuß des Bregenzerwaldes bei Klaus (kurzer Tunnel durch den Sattelberg, einen weit ins Rheintal hineinreichenden Ausläufer der Kugelgruppe) heranzurücken. In weiten Kurven, die Frutz überschienend, erreicht die Strecke Rankweil, von wo aus sich die Bahnstrecke wieder hart an den Hangfuß des Hohen Sattels und des Känzeles in der Furche zum Ardetzenberg hält, um Feldkirch zu erreichen. Davor fädelt in Feldkirch-Altenstadt die Bahnstrecke nach Buchs und damit nach Liechtenstein / Schweiz aus. Das 1940 errichtete Gleisdreieck mit dem Schenkel aus Feldkirch-Amberg wurde kurz nach dem Ende des Zweiten Weltkrieges wieder abgebaut. Der Bergsporn der Schattenburg wird heute großzügig im gleichnamigen Tunnel direkt unterfahren, bis 1991 gelangte die Strecke durch einen wesentlich kürzeren Tunnel und einen in der Illschlucht offen angelegten Abschnitt bis etwa zur heutigen Illbrücke Felsenau. Nach Querung der Ill bei Frastanz hält sich die Linienführung geradlinig etwas südlich des Gewässers im Walgau bis hinter Nenzing. Gut 2 km vor dem Bahnhof Ludesch wird die Autobahn 14 unterquert und nach weiteren knapp 100 Metern die Ill nordwärts gekreuzt. Zwischen Ludesch und Nüziders führt die Strecke dicht am Hangenden Stein, einem Ausläufer des Hohen Fraßen, vorbei. Bludenz, das auf dem und am Schwemmkegel des Galgentobelbaches angelegt wurde, wird kurz hinter dessen Mündung in die Ill erreicht und damit der Endbahnhof der Arlbergbahn sowie der Anfangsbahnhof der Montafonerbahn.